# Ogólnopolska Młodzieżowa Organizacja Samoobrony Rzeczypospolitej Polskiej
Ogólnopolska Młodzieżowa Organizacja Samoobrony Rzeczypospolitej Polskiej (OMOS RP) – młodzieżówka partii Samoobrona Rzeczpospolitej Polskiej.
OMOS RP została utworzona w 2002. Do zadań organizacji należało gromadzenie młodych osób związanych z Samoobroną RP. Od 2002 do 2006 opiekunem OMOS RP był poseł Stanisław Łyżwiński.
Zgodnie ze statutem organizacji Honorowym Przewodniczącym był Andrzej Lepper.
Przewodniczący OMOS RP:
- 2002–2005: Maja Janowska (radna sejmiku wielkopolskiego)
- 2005: Grzegorz Skwierczyński, (poseł na sejm V kadencji)

W 2005 OMOS RP liczyła ok. 10 000 członków[niewiarygodne źródło?]. Po 2005 aktywność OMOS RP zaczęła słabnąć, a następnie organizacja zaprzestała działalności.